# Anisotome cauticola
Anisotome cauticola là một loài thực vật có hoa trong họ Hoa tán. Loài này được J.W.Dawson mô tả khoa học đầu tiên năm 1961.